# Michaił Niestrujew
Michaił Niestrujew (ros. ur. 28 października 1968), rosyjski strzelec sportowy. Dwukrotny medalista olimpijski z Aten.
Specjalizuje się w strzelaniu z pistoletu. Brał udział w trzech igrzyskach (IO 00, IO 04, IO 08). W 2004 był drugi na dystansie 10 metrów w pistolecie pneumatycznym i triumfował w pistolecie dowolnym (50 m). Zdobył dwa złote medale mistrzostw świata w rywalizacji indywidualnej (1998 - p. dowolny, 2002 - p. pneumatyczny), trzykrotnie był mistrzem świata w drużynie. Ponadto na tej imprezie wywalczył dziewięć srebrnych medali. Wielokrotnie był mistrzem Europy i Rosji w różnych konkurencjach pistoletowych.